# Германия на «Евровидении-1980»
Германия принимала участие в Евровидении 1980, проходившем в Гааге, Нидерланды. На конкурсе её представляла Катя Эбштайн, занимавшая 3-е место на Евровидении 1970 и 1971, с песней «Theater», выступавшая под номером 12. В этом году страна заняла 2-е место, получив 128 баллов. Комментатором конкурса от Германии в этом году был Адо Шлер, глашатаем — Габи Шнелле.

## Национальный отбор
Национальный отбор проходил в Мюнхене. Был повторен опыт прошлого года, однако на этот раз голосовали не 500 случайных немцев, а больше 1000.
| Номер | Артист                  | Песня                                   | Голоса | Место |
| ----- | ----------------------- | --------------------------------------- | ------ | ----- |
| 1     | Мэл Джерси              | «Du bist nicht mehr frei»               | 3310   | 6-е   |
| 2     | Коста Кордалис          | «Pan»                                   | 4634   | 2-е   |
| 3     | Марианна Розенберг      | «Ich werd' da sein, wenn es Sturm gibt» | 2169   | 12-е  |
| 4     | Роланд Кайзер           | «Hier kriegt jeder sein Fett»           | 2823   | 8-е   |
| 5     | Стефан Ваггершозен и Ко | «Verzeih’n Sie, Madame»                 | 3625   | 4-е   |
| 6     | Катя Эбштайн            | «Theater»                               | 4828   | 1-е   |
| 7     | Адам и Ева              | «Hallo Adam, Hallo Eva»                 | 2847   | 7-е   |
| 8     | Группа «Montezuma»      | «Montezuma Castle»                      | 3586   | 5-е   |
| 9     | Тони и Дэвид            | «Minnesänger — Mädchenfänger»           | 2784   | 9-е   |
| 10    | Стефан Холлберг         | «Gib uns Zeit»                          | 2266   | 11-е  |
| 11    | Сюзанна Кли             | «Wenn du nicht weißt, wohin»            | 3968   | 3-е   |
| 12    | Группа «Vielharmoniker» | «In der Oper»                           | 2462   | 10-е  |

## Страны, отдавшие баллы Германии
Каждая страна оценивает 10 участников оценками 1-8, 10, 12.
| 12 баллов                 | 10 баллов                             | 8 баллов           | 7 баллов                |
| ------------------------- | ------------------------------------- | ------------------ | ----------------------- |
| Италия Испания Нидерланды | Великобритания Марокко Франция Турция | Австрия Португалия | Швейцария Бельгия Дания |
| 5 баллов                  | 3 балла                               | 2 балла            | 1 балл                  |
| Ирландия Швеции           | Люксембург                            | Финляндия          |                         |

## Страны, получившие баллы от Германии
| 12 баллов | 10 баллов | 8 баллов       | 7 баллов | 6 баллов   |
| --------- | --------- | -------------- | -------- | ---------- |
| Ирландия  | Швейцария | Нидерланды     | Италия   | Норвегии   |
| 5 баллов  | 4 балла   | 3 балла        | 2 балла  | 1 балл     |
| Дания     | Австрия   | Великобритания | Швеция   | Португалия |